# Коссаковский, Станислав Осипович
Граф Станислав Осипович (Иосифович) Коссаковский (пол. Stanisław Szczęsny Kossakowski; 4 января 1795, Гамбург — 26 мая 1872, Варшава) —  русский государственный деятель польского происхождения, тайный советник и сенатор.

## Биография
Родился 4 января 1795 года в Гамбурге. Выходец из рода Коссаковских герба Слеповрон. Сын Юзефа (Иосифа, Осипа) Доминика Коссаковского (1771—1840), полковника польской службы, активного члена пророссийской Тарговицкой конфедерации, который в дальнейшем дважды (в 1812 и 1830 годах) сражался против России, и его жены, Людвики Потоцкой (1779—1850), дочери крупного польского магната, графа Станислава Щенсного Потоцкого (1753—1805) от второго брака с Жозефиной Амалией Мнишек (1752—1798).
Детство провёл в Вайтушках, образование получил в Париже.
В 1812 году сопровождал отца, участвовавшего в походе на Россию в составе Наполеоновской армии. В этих обстоятельствах он посетил своё родовое имение Вайтушки. После окончания Наполеоновских войн все поляки, ранее служившие Наполеону, были амнистированы императором Александром I и Станислав Коссаковский в 1815 году устроился чиновником в канцелярию правительства российского Царства Польского и участвовал в Венском конгрессе в качестве одного из секретарей русского посла. 
Примерно с 1818 по 1825 год Коссаковский был секретарём русского посольства в Риме. После возвращения в Россию, он получил звание камергера. В 1830 году его престарелый отец оказался в числе лидеров очередного Польского восстания, но Станислав Осипович восстание (и отца) не поддержал и продолжил свою карьеру в качестве русского государственного служащего: до 1841 года был членом Государственного совета Царства Польского. С 1842 по 1846 год жил за границей; 17 апреля 1859 года был назначен сенатором — до 27 мая 1861 года, когда вышел в отставку. Был председателем Герольдии Царства Польского. 
Широко образованный человек, Коссаковский интересовался египтологией и состоял в переписке с Жаном-Франсуа Шампольоном, расшифровавшим египетские иероглифы.  Он активно пропагандировал открытия Шампольона и добился того, что Российская академия наук сделала французского египтолога своим почётным членом. 
Коссаковский был женат на французской дворянке Александре де Лаваль, которая управляла светским салоном в их семейном дворце в Варшаве. Граф также пробовал себя в литературе и живописи: писал картины, вёл подробные дневники, которые сам украсил многочисленными рисунками. Кроме того, Коссаковский написал и издал одну комедию на польском и несколько — на французском языке, а также несколько работ по медицине. 
Коссаковский коллекционировал антиквариат и произведения искусства. Свой дворец в загородной усадьбе в Вайтушках (ныне в Литве) полностью перестроил по собственному проекту. Отличался сравнительно гуманным отношением к своим крепостным крестьянам: сократил барщину и отменил оброк, учредил школы, приюты для сирот и народный крестьянский суд в принадлежавших ему деревнях, внедрял новые методы ведения сельского хозяйства.  
Скончался в Варшаве 26 мая 1872 года.
Его сын, граф Станислав-Казимир Коссаковский (1837—1905) известен своей трёхтомной монографией по генеалогии некоторых польских дворянских родов («Monògrafije historyczno-genealogiczne niektòrych rodzin polskich», Варшава, 1859—1872). По другим данным, автором этой монографии являлся сам С. О. Коссаковский.